# 김철 (1951년)
김철(1951 ~ )은 조선민주주의인민공화국의 정치인이다. 량강도 인민위원회 위원장 겸 당 중앙검사위원회 위원이다. 최고인민회의 제12기 대의원이다.

## 경력
2007년 1월이후 량강도 인민위원회 위원장으로 있다. 2010년 9월 당 중앙검사위원회 위원에 선출되었다.

## 최고인민회의 대의원
2009년 4월 최고인민회의 제12기 대의원에 선출되었다.

## 기타
2011년 김정일 사망 당시에 국가 장의위원회 위원을 맡았다.